# HR 9038
HR 9038 is een drievoudige ster met een spectraalklasse van K3.V, M2.V en M.V. De ster bevindt zich 35,54 lichtjaar van de zon.